# 式日
『式日』（しきじつ、SHIKI-JITSU、英語: ritual）は、2000年に公開された日本映画。庵野秀明監督による実写映画である。「式日」は「儀式を執り行う日」を意味する。

## あらすじ
「カントク」は、宇部市に里帰りする。鉄路と巨大なコンビナート地帯、人影のないシャッター通りのアーケード商店街に、コンクリート製の電柱ばかりが目立つ寂れた街並み。物語の冒頭、赤いブラウスとヒールを纏い、線路に横たわる若い女性に気がつく。
彼女は「明日は私の誕生日なの」と語る。カントクはそれまで、東京で映像作家としての仕事をして、大きな成功を得たが、ヒットによって生まれた無力感や、本当は実写をやりたいという不満を溜め込んでいた。物語の全期間を象徴する31日間の、「私の誕生日」の前の日を共に送りながら、彼女とカントクは次第に心を開いてゆく。
カントクは、自分の作品の素材として、彼女の日々を撮り始めるようになる。眠らない彼女。毎朝6時に決まって、住居としている廃墟ビルの屋上に上って、身を投げる勇気を試す「儀式」。入ってはならないと言われたビルの地下室は、水浸しの床に赤い傘と赤いろうそくが一面に並ぶ。
二人で生活し始めるうち、当初は被写体としてしか捉えていなかったカントクだが、彼女がうちに秘める喪失感、自分を捨てた母親への憎しみ、常に比較の対象にされてきた姉への嫉妬など…虚構の世界に引きこもる動機に直面し、次第に彼女の心の問題そのものに取り組むようになる。やがて「錯乱した彼女の心」を持て余すようになった、カントクと彼女の間に……。

## 概要
不幸な家庭と過去の体験に絶望し、現実世界を隔離して生活を送る少女の孤独で病的な精神世界の変遷を、非常に芸術的な映像で描き出した作品である。
2000年（平成12年）12月7日に東京都写真美術館にて初公開された。
第13回東京国際映画祭最優秀芸術貢献賞を受賞している。
第27回東京国際映画祭の「庵野秀明の世界」で、東京国際映画祭で再び上映されている。

## 製作

### 背景
スタジオジブリの第2レーベルとして設立されたスタジオカジノの第1回作品である。そのためか、ジブリコレクションのひとつとしてビデオ・DVD化されている。DVD-Videoに関しては、後に英語字幕がつけられ、アメリカ合衆国でもリリースされる。
当初は樋口真嗣と組み、徳間康快製作のスタジオジブリ発の実写特撮映画の企画だった。
企画が現在の形で本格的に動いた際には「絶対に元が取れませんけど、大丈夫ですか?」と庵野が躊躇したものの、徳間康快が「世界に出せる日本文化の一つとして、挑戦してほしい」「失敗しても構わない」「今回儲からなくても、次で儲かればいい。好きにやってほしい」と制作を強く勧めたため、正式に長編映画として制作された。
美術館での上映となったことが象徴するように、芸術性の高い作品であり「エンターテインメント」や「大衆・万人受け」を全く目指しておらず、庵野は「100人中1人が、この映画を観て良かった」と思える映画作品作りに徹しており、作中でもそうした映像を批判する。

### 脚本
藤谷文子の書いた小説『逃避夢』が原作で、藤谷本人が主演した。この原作も、藤谷自身の家族問題が下地になっている。庵野は原作に対して「頭のおかしな女の子の話で、文法を無視して書きたいことを書いた面白い作品」と評しつつも、そのまま忠実に映像化するのは無理があったため、「キャラクター、主に『彼女』の構造」「逃げ出したい程の『悲しみ』、キャラクター達がそれぞれ抱える『孤独』、過去故に抱いている『妄想』、生きることへの『意味』」等原作の根底となるものを抽出して尊重しながらも、全く別の構成に改変した。藤谷は「『変えられて嫌だ』とは全然思わない。面白いものになるなら、どんどん変えてもらいたい」「雰囲気・匂い等の基本さえ変わらなければいい」と後押しし、プロットの段階から、正式稿になる段階まで、1ページ毎に庵野・南里幸・藤谷の3人で話し合いを何度も重ねていった。特に庵野に至っては、アイディアが浮かぶ度に藤谷に電話で確認をとった。
庵野は「個人として収束させたくない」という思いから、敢えてキャラクターの固有の名前を作らなかった。
撮影前に鈴木敏夫が初期稿を読んだ際、「これはわかりやすすぎる。簡単に尻尾を掴まれて、理解できる様な作品じゃダメだ。もっと謎が謎を呼ぶ、難解な展開にしたらどうかな」と提案をしたところ、庵野は「難解にする方が難しいけど、そうします」と笑ったという。

### キャスティング
映画監督の岩井俊二がこの映画で初めて俳優として出演している。当初は庵野が岩井の担当する役を演じる予定だったが、「撮影現場で演出しながら、役者になるのは難しい」という理由で、他の人が担当することになった。庵野の「この役は本当の監督にやってもらいたい」と注文して、「設定が監督」と聞いた鈴木がすぐに岩井を思い浮かべた。作中、岩井がワープロを打っているシーンは「現場では仕事の文章を真面目に作っている」と庵野が語り、実際に岩井はそのシーンでは「リリイ・シュシュのすべて」の脚本を執筆していた。
劇中では折々に主人公2人の独白がナレーションとして流れるが、「それですら嘘か本当かわからない、二転三転する様な客観性をモノローグに持たせたい」という庵野の意向から、松尾スズキ・林原めぐみ・映像ソフト版では藤谷によって語らせる様にしている。

### 撮影
物語の舞台およびロケ地は、庵野の出身地である山口県宇部市である。作品中では基底として標準語や関西弁が使用されているものの、後半では効果的に山口弁が使用されている。ロケ地に宇部市を選んだ理由として、フィルム撮影のベテランスタッフと組むため、どうやったら監督として主導権を握れるかを考えた時に、「自分が撮影する場所を知っている」という所を武器にし、庵野なりのバランスをとった。
映像演出としては「映画と言えばシネマスコープ」という庵野の原体験に基づき、コンセプトは「シネマスコープの『2.35:1』という横縦の比率を生かす」「部屋はインスタレーションの様な作り込んだ美しさを作る」「風景描写は場所の説明だけでなく、見ている人・キャラクターの心の動き等、別のものを映し出す様にする」「アニメの場合、色がメタファーとして伝えやすい。キャラクターの区別として、色分けは最後の手段になる。『カントク』は黒・『彼女』『彼女の母親』は赤・『彼女の姉』は青と、アニメの色彩設定のノウハウを実写に持ち込む」ことを狙う様にした。後年、庵野は本作品の撮影テーマについて「主人公らの精神的な観念を映像に置き換えた世界観」であったと述べている。
アニメ作品が中心であった庵野監督が、それまでの実写作品はDVカメラによるものだったため、35ミリフィルム・アナモルフィックレンズを使用した実写映画作品は、これが初めてである。これは「とにかく『赤』をきれいに見せることができるフィルムを選びたい」という庵野の意向であり、様々なフィルムをテストした結果コダックの「EKIR 20」を使用することにした。ただし、「頭の中を覗く様なイメージシーン」はハイビジョンカメラを使用している。
撮影期間は1ヶ月。その間はキャスト・スタッフ共に舞台となる山口県宇部市から一歩も外に出なかった。DVカメラが使用されたシーンでは、庵野と岩井の2人だけで撮ったシーンがあり、比率でいえば、ほとんどは岩井が撮影した。庵野は「観客が『カントク』の主観・視点をイメージできれば」と語っている。また、ラストシーンに近い一部のパートでは台本無しで役者の即興劇で撮影されたシーンがある。庵野は「生々しいシーンを撮る時は演劇的な画面にすることで、中和してバランスをとる様にした」と語っている。
「彼女」が住居としているビルも太陽家具百貨店が1994年の移転に伴って、当時廃屋となっていた山口県宇部市中央町の宇部本店跡である7階建てのビルの中でセットが組まれた。美術の林田裕至は、当初庵野がスタッフと喋らず、脚本も抽象的であったため、求められているものがわからず苦労した旨を語っている。
キャストが「ここはどう演じましょうか」と聞くと、庵野は「好きにどうぞ」という放任主義だった。藤谷は慣れるまでに時間がかかったが、普通だったら美術スタッフが作って、役者が触ることがない部屋の小道具の配置について庵野は「キャラクターとしてではなくて、あなただったらどう置くのか?」とキャストに決めさせた。その姿勢に藤谷は「隅々まで動いていいんだ」という気持ちになった。ただ、藤谷は撮影時のテンションをしばらく引きずってしまい、一緒に住んでいる家族にひたすら喋り続けてしまった。
カメラは予め決められた場所に持っていって、カメラの位置・画面の切り方・実景等にこだわり、絵に対して意図的にコントロールしていった。
作品は岩井俊二の影響を強く受けているように見えるとも言われており、全体的に岩井俊二テイストの音楽、編集、テロップなどが出てくるが、その映像の構図、撮り方などは庵野独特のものに他ならない。庵野特有の映像、カットが実写にも取り入れられ、映像作家として、彼の世界を垣間見ることができる。

## スタッフ
- 製作総指揮：徳間康快
- 製作：鈴木敏夫
- 原作：藤谷文子
- 監督・脚本：庵野秀明
- 特殊技術：尾上克郎（特撮研究所）
- 撮影監督：長田勇市
- 撮影：大沢佳子
- 照明：長田達也
- ビデオポートレート撮影：岩井俊二
- 音楽：加古隆
- 音楽監督：岸健二郎
- 録音：橋本奏雄・清水和法
- 衣装：伊藤佐智子
- ヘアメイク監督：柘植伊佐夫
- 美術：林田裕至
- 編集：上野聡一・庵野秀明（ノークレジット）[5]
- 音響効果：伊藤進一、林彦祐
- 助監督：大崎章、谷口正晃
- VRX Supervisor：石井教雄（オムニバス・ジャパン）
- 挿入歌作・編曲：川井憲次
- プロデューサー：高橋望・南里幸
- エンディングテーマ：Cocco「Raining」

## メインキャスト
- 岩井俊二 - 男・「カントク」
- 藤谷文子 - 原作、「彼女」、ナレーション（映像ソフト版の音声特典として収録）
- 村上淳 - 「自転車の男」
- 大竹しのぶ - 「彼女」の母親
- 松尾スズキ - ナレーション
- 林原めぐみ - ナレーション

## 評価
原作者でもあり、主演でもある藤谷は「ラストの一部は精神性・観念的なイメージで書いた原作と一番違っていて、映画では会話で成り立たせた。『現実に流れている空気』が伝わるシーンでこれは実写だからこその醍醐味」「現場の人間として、少しは強くなれた様に思います。『遠慮する時はして、しなくていいときはしない』というやり方が少しわかりかけてきた様な気がするんですよ」「映画の根底にあり、ベースになっているものは、小説で自分が求めていたものと一緒だった」と感謝の意を示している。
本広克行は「庵野さんのテーマは『新世紀エヴァンゲリオン』から終始一貫しているんだな、と。言葉にすると陳腐ですけど、見ると何かが残りますね。『なんだこのもやもやするのは』って、すごく色んなことを考えてしまいました。もっと芸術的にしていると思ったら、全然違った。娯楽性がちゃんとあって、最後の展開まで構成がちゃんと流れていて、楽しめました」と称賛している。
松蔭浩之は「ナレーションのインサートがたくさん入っていて、どうしても何度も泣いてしまうんですよ。特に『カントク』の独白はたまらなかった。チャールズ・ブコウスキーの小説を読んでいるみたいだった」「『カントク』の持っている雰囲気が、フランス映画で見られる『アンニュイ』『倦怠感』『退廃』ではなくて、日本人独特の『何かを持て余している。だけど、あがくのもなぁ』という『憂鬱』がポイント。『憂鬱』を描かせたら庵野さんが世界一だ」と称賛している。
製作に関与した鈴木敏夫は「よく『自伝』と称した小説や映画があるが、そのほとんどが美化が入ったフィクションでしかない。しかし、庵野は違う。そもそも彼は『等身大の自分自身をそのままさらけ出すのが映画作りだ』とかたくなに信じこんでいるのだ。『式日』はその庵野秀明の映画作りが最もピュアにほとばしり出た作品になった。『新世紀エヴァンゲリオン』が好きな人は、ぜひ『式日』を見るといいと思う。より深く『エヴァ』の本質が分かる、いわば“副読本”みたいな映画だ」と話している。
アニメ批評家の池田憲章は、「永遠に続くかと思う『誕生日の前日』の『今の思い』が長田勇市撮影監督と長田達也照明監督の力強い映像で画面に刻印されていく。少女と監督が2人だけで街を部屋を彷徨う映像が圧巻で、ラストの現在に帰還する少女のセリフの鮮やかな微笑み。実験的な作品スタイルだが、映像の力を感じた」と語った。